# 더 미디움 (비디오 게임)
더 미디움(The Medium)은 블루버 팀이 개발하고 배급한 심리적 공포 비디오 게임이다. 2021년 1월 28일에 Windows 및 Xbox Series X/S용으로, 2021년 9월 3일에 플레이스테이션 5용으로, 2022년 2월 17일에 아마존 루나용으로, 2023년 8월 31일에 MacOS용으로 출시되었다. 2023년 7월 29일에는 닌텐도 스위치 버전이 출시되었다.

## 게임플레이
더 미디움은 3인칭 시점으로 플레이하는 심리적 공포 게임으로, 영혼의 영역으로 이동할 수 있는 영매인 매리앤으로 플레이한다. 두 세계에 동시에 존재할 수 있다는 점이 퍼즐 해결에 도움이 된다. 그녀의 초능력은 적대적인 세력에게 사용될 수도 있으며, 영혼 우물이라고 불리는 에너지 지점과 상호작용하여 충전된다.

## 줄거리
더 미디움의 배경은 1999년 탈공산주의 폴란드이다. 괴로워하는 영혼들을 마지막 안식처로 안내하는 영매 매리앤은 호수 가에서 한 남자가 어린 소녀를 총으로 쏘는 꿈을 반복해서 꾼다. 양아버지가 돌아가신 슬픔에 잠겨 있던 매리앤은 그녀의 능력을 아는 토마스라는 남자에게서 의문의 전화를 받는다. 토마스는 매리앤의 능력의 기원과 꿈의 의미를 설명해 주겠다고 제안한다. 그러나 그는 매리앤이 폴란드 황야에 있는 버려진 공산주의 시대 휴양지인 니와 노동자 휴양지에서 자신을 만나기로 동의하는 경우에만 이야기할 용의가 있다고 말한다. 이 휴양지는 니와 학살이라는 사건 이후 몇 년 전에 정부에 의해 폐쇄되었는데, 이 사건에서는 많은 사람들이 살해되고 생존자들이 그 지역에서 도망쳤다.
니와를 탐험하는 동안 매리앤은 이곳이 영혼 영역과 강한 연관이 있으며, 휴양지 관리자인 토마스와 그의 딸 릴리안이 니와 학살의 중심에 있었다는 증거를 발견한다. 영혼 세계에서 그녀는 슬픔이라는 어린 소녀의 영혼을 만나는데, 이 영혼은 현실 세계에도 부분적으로 존재하게 된 적대적이고 악의적인 영혼인 마우(Maw)에 대해 경고한다. 마우는 인간 숙주를 점유하고 그들의 몸을 사용하여 다른 사람들을 살해함으로써 니와 학살을 일으켰으며, 허기를 채우고 니와에서 탈출하기 위해 매리앤을 사냥하기 시작한다. 매리앤은 슬픔을 평화로운 곳으로 보내겠다고 반복해서 제안하지만 그녀는 거절한다. 그녀는 환상을 통해 슬픔이 토마스의 나이 많고 신뢰하는 친구인 리처드에게 성추행당한 어린 소녀인 릴리안의 영혼임을 알게 된다.
매리앤은 토마스가 또한 영매였으며, 이 때문에 나치와 소련에 의해 실험을 받았고, 그의 능력이 사람들의 마음을 육체로부터 분리하는 데 사용될 수 있음을 알게 되었다는 충분한 단서를 모은다. 결국 토마스는 폴란드로 도망쳐 니와에 숨어 가족을 이루었지만, Służba Bezpieczeństwa 소속 요원 헨리가 그를 발견했다. 헨리는 토마스를 제압하고 토마스가 그의 집과 안에 있는 아이들에게 불을 지르는 것을 강제로 지켜보게 했고, 이로 인해 토마스는 그를 공격하고 살해했다. 매리앤은 자신이 화재 후 혼수 상태에 빠졌던 토마스의 막내딸이며, 토마스가 릴리안과 함께 니와에 머무는 동안 자신을 병원에 남겨두었다는 것을 깨닫는다.
매리앤은 가족 집터 아래 숨겨진 방공호를 발견하고 그곳에서 토마스의 영혼 절반을 만난다. 그는 매리앤에게 릴리안이 자신의 능력을 제어하는 데 어려움을 겪어서 토마스가 그녀를 방공호에 가두어 두었다고 설명한다. 그러나 이것이 릴리안의 능력이 통제 불능 상태가 되는 것을 막지는 못했고, 리처드에게 강간당한 후 그녀는 괴로워하는 영혼의 발현으로 마우를 만들어냈다. 결국 마우는 방공호에서 탈출하여 니와 학살을 일으켰다. 토마스의 영혼 절반은 토마스가 릴리안을 절대 해치지 않을 것이라고 확신하지만, 그는 현재 토마스의 행방을 알지 못한다. 마우가 다가오자 토마스의 영혼 절반은 매리앤이 이것을 끝낼 수 있는 유일한 사람임을 확신시키고 그녀를 떠나보내며 마우를 지연시키기 위해 자신을 희생할 준비를 한다.
여전히 릴리안의 운명에 괴로워하는 매리앤은 방공호를 떠나 꿈에서 보았던 호수 쪽으로 향한다. 그곳에서 그녀는 릴리안을 만나는데, 릴리안은 매리앤이 보았던 꿈이 과거의 기억이 아니라 미래의 환상이라고 설명한다. 그런 다음 그녀는 매리앤에게 총을 건네고 자신을 죽여달라고 간청한다. 왜냐하면 자신이 살아있는 한 마우는 추방될 수 없기 때문이다. 이것이 슬픔, 즉 그녀의 영혼이 평화로운 곳으로 보내지는 것을 거부했던 이유이다. 매리앤은 망설이고, 토마스의 말을 고려하여 대신 자신을 죽이겠다고 위협한다. 왜냐하면 그녀가 영매가 아니면 마우는 영원히 니와에 갇혀 있을 것이기 때문이다. 그런 다음 마우가 도착하여 매리앤에게 총을 쏘게 하지만, 누구를 쏘았는지는 불분명하게 남는다.
크레딧 이후 장면에서 한 남자가 영혼 세계를 방황하며 잠시 멈춰 토마스의 회중시계를 줍는 모습이 보인다.

## 개발
더 미디움은 블루버 팀에 의해 개발되었으며, 수석 디자이너 보이치에흐 피에코와 프로듀서 야체크 지에바가 2012년에 아이디어를 떠올렸다. 게임의 핵심 개념은 영매와 그녀가 두 세계를 동시에 볼 수 있는 능력에 관한 것이었다. 피에코는 더 미디움이 "보편적인 진리는 없다"는 메시지를 전달한다고 말했다.
원래 2012년에 엑스박스 360, 플레이스테이션 3, Wii U로 출시할 계획이었지만, 두 개의 시점을 동시에 렌더링하는 것은 이 플랫폼들에게 기술적인 도전이었고, 블루버 팀은 이 아이디어를 보류했다. 다음 몇 년 동안 더 미디움의 개념은 Bloober 내부에서 기술이 따라잡을 때까지 기다리는 동안 그 자체의 신화가 되었다. 마이크로소프트가 개발자들에게 다가오는 Xbox Series X/S(2020년 11월 출시) 콘솔의 기능에 대한 예비 자료를 제공한 후, 블루버 팀은 이제 더 미디움을 개발할 수 있음을 인식하고 개발에 착수했다.
처음에는 1인칭 시점으로 접근하여 플레이어의 화면을 둘로 분할했다. 매리앤이 충돌 상황을 처리하기 위해 현실 세계와 영혼 세계 모두에 존재하도록 결정한 후, 초기 플레이테스터들은 이 시점에서 조작하는 데 어려움을 겪었으며, 종종 한 세계의 시점에 먼저 집중한 다음 다른 세계의 시점에 집중하기 위해 두 번씩 같은 영역을 지나갔다. 그들은 두 세계를 동시에 볼 수 있도록 플레이어에게 게임을 더 잘 제시하고 이러한 공포 게임의 정신을 포착하기 위해 고정된 카메라와 3인칭 시점을 사용한 사일런트 힐과 바이오하자드와 같은 일본 공포 게임에서 단서를 얻었다. 이것은 또한 게임에 대한 플레이어의 몰입도를 향상시키는 데 도움이 되었다. 그들은 컷신에서도 이 분할 화면 개념을 유지했지만, 카메라 각도를 자주 변경했다. 이것은 부분적으로 일부 설정에서 렌더링되지 않은 세부 정보를 숨기는 데 사용되었지만, 매리앤이 영혼 세계의 캐릭터와 대화하는 동안 실제 자신은 아무것도 상호 작용하지 않는 것처럼 보여 불안감을 유지하는 데도 사용되었다.
그들은 1989년 공산주의 정부에서 민주주의 정부로 전환한 후 1990년대 폴란드를 게임의 배경으로 선택했는데, 이는 국가의 역사가 이중성이라는 게임의 전체적인 주제를 나타냈기 때문이다. 전후 시대와 최근 민주주의 시대가 국제 관객에게 잘 알려져 있지 않다는 것을 알고 있었기 때문에 블루버 팀의 목표 중 하나는 설정이 광범위한 관객에게 접근하기 쉽게 만들고 게임 내에서 폴란드 역사 이 부분의 두 측면을 모두 다루는 것이었다. 그들은 이전 게임인 옵서버의 성공과 체르노빌, 다크와 같은 동구권에 관한 TV 쇼에 대한 관심으로 인해 폴란드 설정이 플레이어에게 흥미로울 것이라고 인식했다. 소련 시대 호텔 니와는 크라쿠프에 있는 실제 호텔 크라코비아를 1:1로 재현한 것이다. 게임 시작 시의 오프닝 아파트는 크라쿠프에 있는 실제 건물을 기반으로 했지만, 동일한 건물이 그 게임의 미래 설정에도 존재하는 Observer: System Redux에 대한 이스터 에그이다. 그들은 즈지스와프 벡신스키의 디스토피아적인 초현실주의 작품에서 초자연적인 설정을 모델링했다.
게임의 오디오는 블루버 팀에 따르면 "사일런트 힐 드림 팀"이 제작했으며, 여기에는 사일런트 힐 시리즈 작곡가 야마오카 아키라, 가수 메리 엘리자베스 맥글린, 성우 트로이 베이커가 포함되었다. 야마오카는 피에코가 게임 플레이 시연을 보여주자 음악을 맡기로 설득되었다. 야마오카와 작곡가 아르카디우시 라이코프스키는 각각 물리적 및 영혼 세계의 음악을 작곡하는 임무를 맡았다. 신디사이저와 아날로그 사운드를 사용하여 라이코프스키는 자신의 접근 방식을 기묘한 이야기와 체르노빌에 비유했다. 베이커는 주 적대자 마우의 목소리를 연기했으며, 다른 배우가 스틸트 위에서 모션 캡처를 수행했다. 배우 켈리 버크는 주인공 매리앤의 목소리를 제공했으며, 베로니카 로사티와 마르친 도로친스키는 게임 내에서 매리앤과 토마스의 디자인 및 모션 캡처를 제공했다. 개발자들은 코로나19 범유행이 시작되기 전에 모션 캡처를 위한 카메라 및 배우의 연출을 계획했으며, 이로 인해 2020년 동안 코로나19 규제 하에서 모션 캡처 세션을 쉽게 완료할 수 있었다. 전체적으로 게임에는 약 90분 분량의 모션 캡처가 포함되어 있다. 게임이 폴란드에서 진행되지만, 블루버 팀은 게임에 접근하기 쉽도록 캐릭터들이 미국 억양으로 말하도록 특별히 선택했다. 팀은 대화를 폴란드어 음성 더빙으로 영어 자막과 함께 전환하는 옵션을 포함할 계획이었지만 팬데믹으로 인해 이 계획을 포기해야 했다.

## 출시
2012년 초기 발표 및 후속 철회 후, 더 미디움은 2020년 5월에 Windows 및 Xbox Series X/S용으로 출시될 것이라고 다시 발표되었다. 원래 2020년 12월 10일에 출시될 예정이었지만, 팬데믹으로 인해 결국 2021년 1월 28일로 연기되었다. 플레이스테이션 5 버전은 2021년 9월 3일에 출시되었으며, 아마존 루나 버전은 2022년 2월 17일에 출시되었다. 닌텐도 스위치 클라우드 버전은 2023년 7월 29일에 출시되었다. 2023년 2월 16일에 MacOS 및 Apple Silicon용으로 여름에 출시될 예정이라고 발표되었다.

## 평가
더 미디움은 플랫폼에 따라 리뷰 애그리게이터 메타크리틱으로부터 "일반적으로 호의적인" 또는 "혼합되거나 평균적인" 평가를 받았다. IGN은 게임에 8/10점을 주며 "훌륭하게 속도가 조절되고 극도로 긴장감 넘치는 더 미디움은 순전히 스릴만 있고 군더더기가 없는 심리적 공포 어드벤처이다."라고 평가했다.
블루버 팀은 출시 후 며칠 만에 초기 판매로 더 미디움 개발 수익을 올릴 수 있었다고 보고했다. 이 게임은 게임스컴 2020에서 베스트 액션 어드벤처 및 베스트 인디 게임 부문에 후보로 올랐다.